# Visul lui Adalbert
Visul lui Adalbert este un film românesc din 2011 regizat de Gabriel Achim. Rolurile principale au fost interpretate de actorii Gabriel Spahiu, Doru Ana și Ozana Oancea.

## Distribuție
Distribuția filmului este alcătuită din:
- Gabriel Spahiu — sing. Iulian („Iulică”) Ploscaru, subinginer responsabil cu protecția muncii în cadrul uzinei, cineast amator
- Doru Ana — ing. Lefărdău, șeful Compartimentului Protecția Muncii
- Ozana Oancea — Lidia Spătaru, angajata care și-a pierdut un ochi în urma unui accident de muncă, amanta lui Iulică
- Anca Ioana Androne — Tatiana / Adalbert, colega de birou a lui Iulică / tânărul muncitor care lucrează cu o pilă cu mâner rupt (menționată Anca Androne)
- Alina Berzunțeanu — Coca, soția lui Iulică (menționată Alina Berzunteanu)
- Mimi Brănescu — Bratosin, muncitor strungar (menționat Mimi Branescu)
- Paul Ipate — Frusinoiu („Frusinică”), coleg de birou al lui Iulică
- Adrian Văncică — Fildeș Croitoru, muncitorul care-i confecționează niște cuțite lui Iulică (menționat Adrian Vancica)
- Adrian Ciglenean — ing. Săftoiu, informatorul uzinei
- Coca Bloos — dna Tocmagiu, mama directorului adjunct
- Mircea Rusu — Tocmagiu, directorul adjunct al uzinei
- Violeta Haret-Popa — Vica, vecina care o îngrijește pe dna Tocmagiu
- Vitalie Bichir — Ciucur, șeful Secției 9 a uzinei
- Cristian Balint — „Margarină”, muncitorul homosexual (menționat Cristi Balint)
- Florin Roșu — Cumpănașu, coleg de birou al lui Iulică (menționat Florin Rosu)
- Viorel Comănici — profesorul de muzică, dirijorul corului (menționat Viorel Comanici)
- Damian Achim — Adrian (8 ani), fiul cel mare al lui Iulică
- Andrei Rudolf — Sorin, fiul cel mic al lui Iulică
- Mircea Andreescu — nea Cristea, vecinul cu care s-a întâlnit Iulică la coadă la gogoși (menționat Mircea Andriescu)
- Mihnea Berzan — Matei (5 ani)
- Andrei Proscan — elevul aflat la coadă să ia gogoși (12 ani)
- Avram Birău — nea Blaj (menționat Birău Avram)
- Ilie Gâlea — Cicirică (menționat Ilie Galea)
- Alec Secăreanu — motostivuitoristul (menționat Alexandru Secăreanu)
- Gabriel Ioniță — proiecționistul filmului
- Mirela-Antoaneta Nicolau — dna Stamate, casiera uzinei
- Mihai și Gabriel Chinez — gemeni, copiii Vicăi (9 ani)
- Ana-Maria Moldovan — Sofica
- Tania Popa — Nina
- Nicodim Ungureanu — Florin
- Dan Ivănesei — nea Sică, monteurul filmului
- Alexandru Stanciu — Titi chitaristul
- Alexandru Vetrescu — coristul
- Wolfgang Zettl — muncitorul mucalit
- Bogdan Marhodin — Grosu, muncitor strungar

## Primire
Filmul a fost vizionat de 1.441 de spectatori în cinematografele din România, după cum atestă o situație a numărului de spectatori înregistrat de filmele românești de la data premierei și până la data de 31 decembrie 2014 alcătuită de Centrul Național al Cinematografiei.